# Ovidiu Niculescu

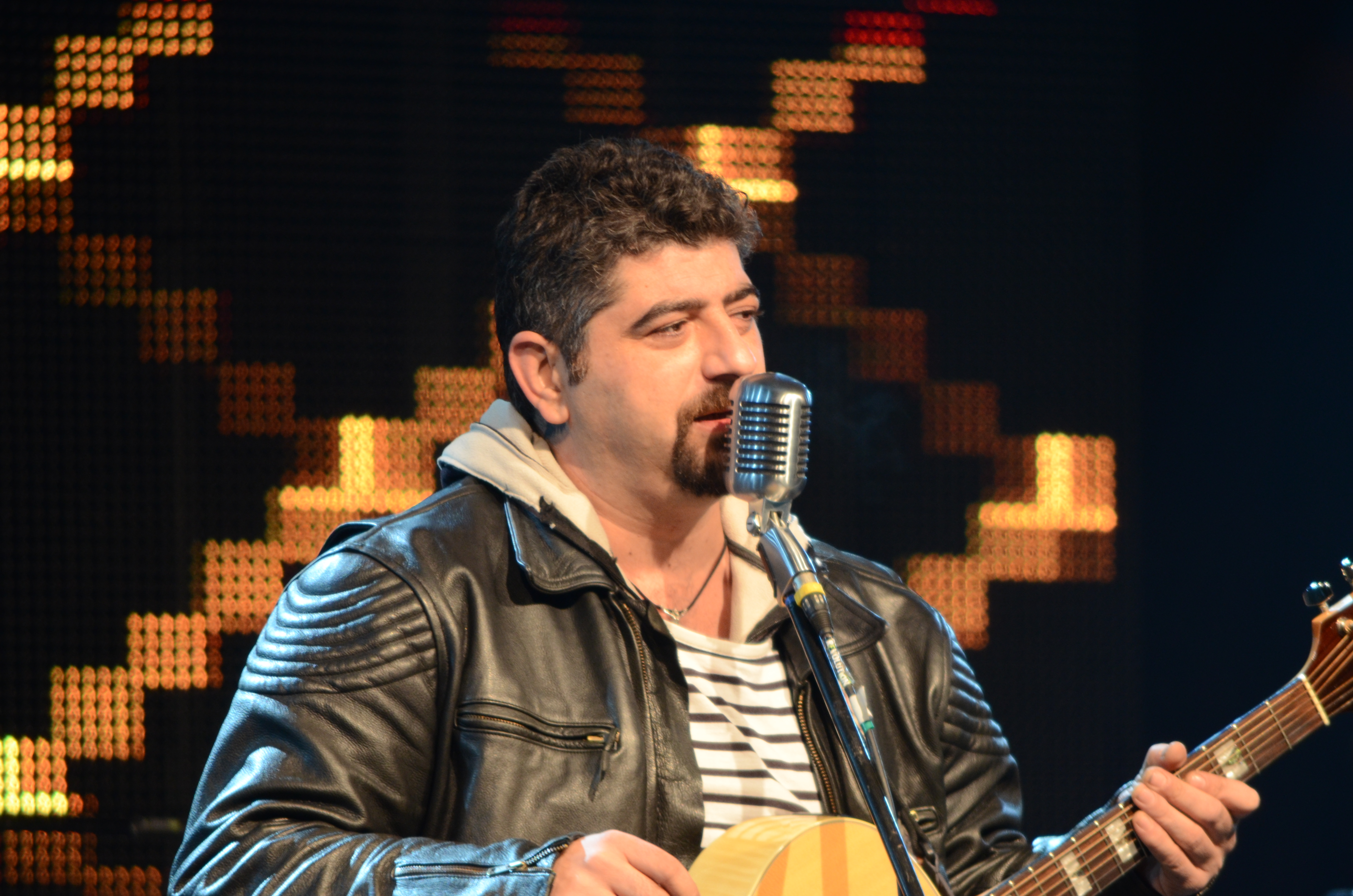
Ovidiu Niculescu (decembrie 2013)

Ovidiu Niculescu (n. 16 august 1974, București) este un actor, muzician și textier român. Ca actor, este cunoscut pentru rolul Leon Negrescu din filmul Restul e tăcere, regizat de Nae Caranfil. Ca muzician, este cunoscut ca fiind vocalistul și textierul formației White Mahala.

## Filmografie
- Prea târziu (1996)
- Frumoșii nebuni ai marilor orașe (film TV, 1997)
- Triunghiul morții (1999)
- Poveste imorală (2000) - locotenentul Ene
- Război în bucătărie (2001)
- Filantropica (2002)
- Examen (2003)
- Italiencele (2004)
- The Defender (2004)
- La servici (2005)
- Băieți buni (2005) - serial TV
- Servieta cu bucluc (2006)
- Un acoperiș deasupra capului (2006)
- Furia monstrului 4: O dispută sângeroasă (2007)
- Restul e tăcere (2008)
- Fire and Ice: Cronica Dragonilor (2008)
- Nunta mută (2008)
- Medalia de onoare (2009)
- La bani, la cap, la oase (2010) - Harpon
- Dead in Tombstone (2013)
- Ruleta rusească (2013)
- Atât de strălucitoare e vederea (2014)
- The Hard Way (2019)
- Cardinalul (2019)
- Clanul (2022) - Sandu "Constănțeanu" Tobă
- Spy/Master (2023) Ioan Albescu de la PCR